# حاسوب صغير

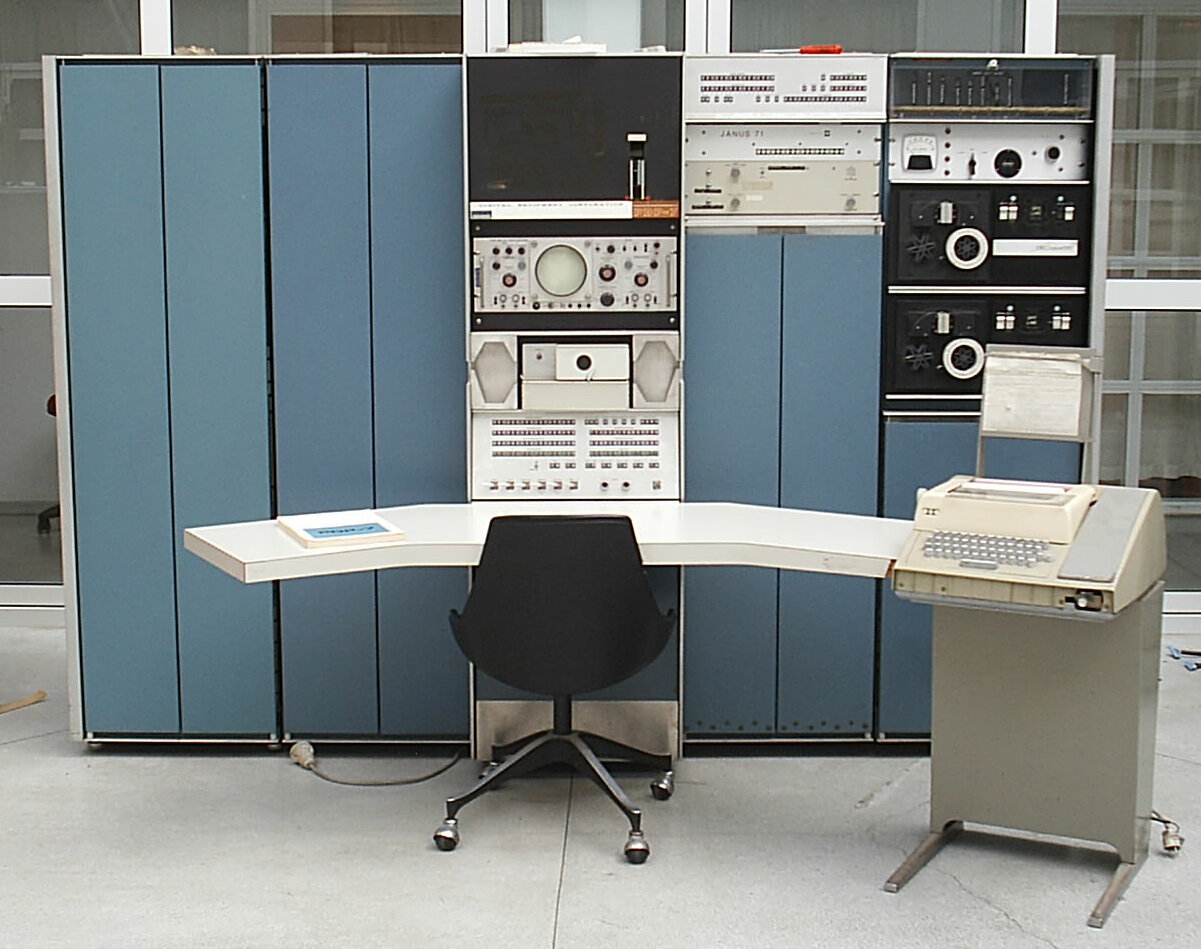
بي دي بي 7

الحاسوب الصغير هو فئة من الحواسيب متعددة المستخدمين وتقع في المدى الأوسط من الطيف الحاسوبي بين الأنظمة متعددة المستخدمين الكبرى (الحواسيب الكبيرة) والأنظمة أحادية المستخدم الصغرى (الحواسيب الدقيقة أو الحواسيب الشخصية). شكلت تلك الفئة في وقت ما مجموعة مستقلة ذات مكونات صلبة وأنظمة تشغيل خاصة بها إلا أن المصطلح المعاصر لهذه الفئة من النظام هو حاسوب متوسط المدى مثل الأنظمة عالية الجودة المرتكزة على SPARC وPOWER وItanium من Sun Microsystems وIBM وHewlett-Packard.

## التاريخ

### الستينيات: النشأة السبعينيات: غزو السوق
ظهر هذا المصطلح في الستينيات ليصف حواسيب الجيل الثالث الصغيرة والتي أصبح تصنيعها ممكنا باستخدام تقنيات الدائرة المتكاملة والذاكرة الرئيسية. وقد كانت تلك الحواسيب تشغل كابينة واحدة أو كبائن عِدة في حجم ثلاجة كبيرة أو ثلاجتين مقارنة بال حواسيب الكبيرة والتي كانت عادة ماتشغل مساحة غرفة كاملة. كان أول حاسوب صغير ناجح هو PDP-8 12 بت من Digital Equipment Corporation والذي كان يتكلف 16 ألف دولار أمريكي فما فوق عند إطلاقه عام 1964. تتضمن قائمة سلائف PDP-8 المهمة كل من PDP-5 وTX-0 وTX-2 وPDP-1. أدت Digital Equipment إلى ظهور عدد من شركات الحواسيب الصغيرة على طول طريق ماساشوستس 128 وتتضمن Data General وWang Laboratories وApollo Computer وPrime Computer
كانت الحواسيب الصغيرة تعرف أيضا باسم الحواسيب متوسطة المدى. كان لديها قوة معالجة عالية نسبيا وكفاءة تناسب بشكل فعال حاجات المنظمات متوسطة المدى. كانت تستخدم في عمليات التصنيع أو معالجة بريد إلكتروني تم إرساله واستقباله بواسطة شركة ما. في السبعينيات كانت تلك الأجهزة تمثل المكونات الصلبة التي كانت تُستخدم لإطلاق التصميم بمساعدة الحاسوب وCAD والصناعة وصناعات أخرى مشابهة تحتاج إلى أنظمة مخصصة أصغر.
بدأت سلسلة 7400 من الدوائر الكاملة لTTL في الظهور في الحواسيب الصغيرة في نهاية الستينيات. كانت وحدة الحساب والمنطق 74181 تُستخدم بشكل شائع في مسارب بيانات وحدة المعالجة الرئيسية. كان كل 74181 يحتوي على اتساع ناقل 4 بت وهذا يفسر شهرت بناء bit-slice.كانت سلسلة 7400 تحتوي على محدد بيانات ونواخب وعازل ثلاثي وذواكر، إلخ في مجموعات ثنائية منتظمة خطيا مع مسافة فاصلة عُشر بوصة بحيث يمكن رؤية مكونات وبنية النظام الكبرى بالعين المجردة. بدءا من الثمانينيات، استخدمت حواسيب صغيرة عديدة دوائر VLSI.
مع تطور الحواسيب الدقيقة في السبعينيات والثمانينيات، شغلت الحواسيب الصغيرة منطقة المدى الأوسط بين الحواسيب الدقيقة التي تحتاج إلى طاقة صغيرة والحواسيب الكبيرة عالية القدرة والكفاءة. في الوقت الذي كانت فيه الحواسيب الدقيقة أحادية المستخدم وأجهزة بسيطة نسبيا تستخدم أنظمة تشغيل بسيطة لإطلاق البرامج مثل CP/M أو إم إس – دوس بينما كانت الحواسيب الصغيرة أنظمة أكثر قوة تستخدم أنظمة متعددة المستخدمين ومتعددة المهام مثل نظام الذاكرة الافتراضية المفتوح ويونكس مع إصدارات timesharing من لغة البيسيك من أجل تطوير التطبيق (أنظمة MAI Basic Four والتي نالت شهرة كبيرة في هذا الصدد).
كان الحاسوب الصغير الكلاسيكي عبارة عن حاسوب 16 بت بينما كان يطلق على الحواسيب الصغيرة ذات الآداء الأعلى 32 بت اسم الحواسيب الصغيرة الفائقة. عند إطلاق MITS Altair 8800 عام 1975، أشارت صحيفة Radio Electronics إلى هذا النظام على أنه «حاسوب صغير» على الرغم من أن التسمية الصحيحة له على الأرجح هي «حاسوب دقيق» حيث إنه كان أول حاسوب شخصي متوافر تجاريا يرتكز على معالج دقيق أحادي الشريحة من إنتل.

### منتصف الثمانينيات والتسعينيات: الحواسيب الصغيرة تفسح المجال للحواسيب الدقيقة
انحسر وجود الحواسيب الصغيرة كنتيجة للتكلفة الأقل للعتاد الصلب للحاسوب الدقيق وظهور أنظمة شبكة محلية غير مكلفة وسهلة الانتشار وظهور معالجات دقيقة 68020 و80286 و80386 ورغبة المستخدم النهائي في تقليل الاعتماد على الشركات المتجمدة المصنعة للحواسيب الصغيرة وأقسام تقنية المعلومات/ «مراكز البيانات» – وكانت النتيجة هي احلال الحواسيب الصغيرة وطرفيات الحاسوب ب محطات العمل والخوادم والحواسيب الشخصية في النصف الأخير من الثمانينيات.
خلال فترة التسعينيات تم تعزيز الانتقال من الحواسيب الصغيرة إلى شبكات الحاسب الشخصي غير باهظة التكلفة من خلال تطوير إصدارات متعددة من يونكس من أجل تشغيلها على بنية معالج إنتل الدقيق x86 بما في ذلك سولاريس وفري بي إس دي ونت بي إس دي وأوبن بي إس دي. والآن تحتوي سلسلة أنظمة تشغيل مايكروسوفت ويندوز والتي تبدأ من ويندوز إن تي على إصدارات خوادم تدعم المهام المتعددة الاستباقية وباقي الخصائص التي تتطلبها الخوادم.
وبينما أصبحت المعالجات الدقيقة أكثر قوة، أصبحت وحدات المعالجة المركزية التي تتكون من مكونات متعددة – والتي كانت في وقت سابق الخاصية التي تفرق أنظمة الحواسيب الكبيرة وحواسيب المدى الأوسط من الحواسيب الدقيقة – شيئا عتيقا حتى في أكثر الحواسيب الكبيرة حجما.
كانت Digital Equipment Corporation، مصنّع الحواسيب الصغيرة الرائد، والذي كان في وقت ما ثاني أكبر شركة حواسيب بعد آي بي إم. ولكن مع انحسار الحواسيب الصغيرة في مواجهة خوادم يونكس الشاملة والحواسيب الشخصية المرتكزة على إنتل وليس فقط DEC بل أيضا إنهارت كل شركات الحواسيب الصغيرة الأخرى تقريبا بما فيها Data General وPrime وComputervisionوHoneywell وWang Laboratories والتي يوجد الكثير منها في نيو إنجلاند. تم بيع DEC إلى Compaq في 1998.

### التأثير الصناعي وتراث الحواسيب الصغيرة
هناك العديد من شركات الحواسيب الرائدة في صناعة الحواسيب الصغيرة مثل DEC وData General وهوليت باكارد (والتي يشار إلى حواسيبها الصغيرة HP3000 على أنها خوادم أكثر من كونها حواسيب صغيرة). وعلى الرغم من أن الحواسيب الشخصية والخوادم الموجودة في يومنا هذا هي عبارة ماديا وبنائيا عن حواسيب صغيرة إلا أن وحدات معالجتها المركزية وأنظمة تشغيلها قد تطورت بشكل كبير عن طريق دمج خصائص من الحواسيب الصغيرة.
في إطار البرمجيات، تم استيحاء أنظمة التشغيل البسيطة نسبيا للحواسيب الدقيقة عادة من أنظمة تشغيل الحواسيب الصغيرة (مثل تشابه CP/M مع RSTS من Digital) وأنظمة التشغيل متعددة المستخدمين المستخدمة في الوقت الحاضر مستوحاة أو تنحدر مباشرة من أنظمة تشغيل الحواسيب الصغيرة (كان يونكس أصلا نظام تشغيل حاسوب صغير بينما استعار ويندوز إن تي - أساس كل الإصدارات الحالية من مايكروسوفت ويندوز - أفكار تصميمه بحرية من نظام الذاكرة الافتراضية المفتوح ويونكس). تم تعليم العديد من الجيل الأول من مبرمجي الحواسب الشخصية على أنظمة حواسيب صغيرة.

## قائمة ببعض أسماء الحواسيب الصغيرة البارزة
- Control Data’s CDC 160A، CDC 1700
- DEC PDP، VAX series
- Data General Nova
- Hewlett-Packard HP 3000 series, HP 2100 series, HP1000 series.
- Honeywell-Bull Level 6/DPS 6/DPS 6000 series
- IBM midrange computers
- Norsk Data Nord-1, Nord-10, Nord-100
- Prime Computer Prime 50 series
- SDS SDS-92
- SEL, أحد أول مصنعي أنظمة حاسوبية 32 بت في الوقت الحقيقي
- Texas Instruments TI-990
- Wang Laboratories 2200 وVS series
- K-202, أول حاسوب صغير بولندي وأول حاسوب شخصي على الأرجح